# Pontia daplidice
A borboleta-branca-e-verde ou borboleta-esverdeada (Pontia daplidice) é uma espécie de insetos lepidópteros, mais especificamente de borboletas pertencente à família Pieridae.
A autoridade científica da espécie é Linnaeus, tendo sido descrita no ano de 1758.
Trata-se de uma espécie presente no território português.

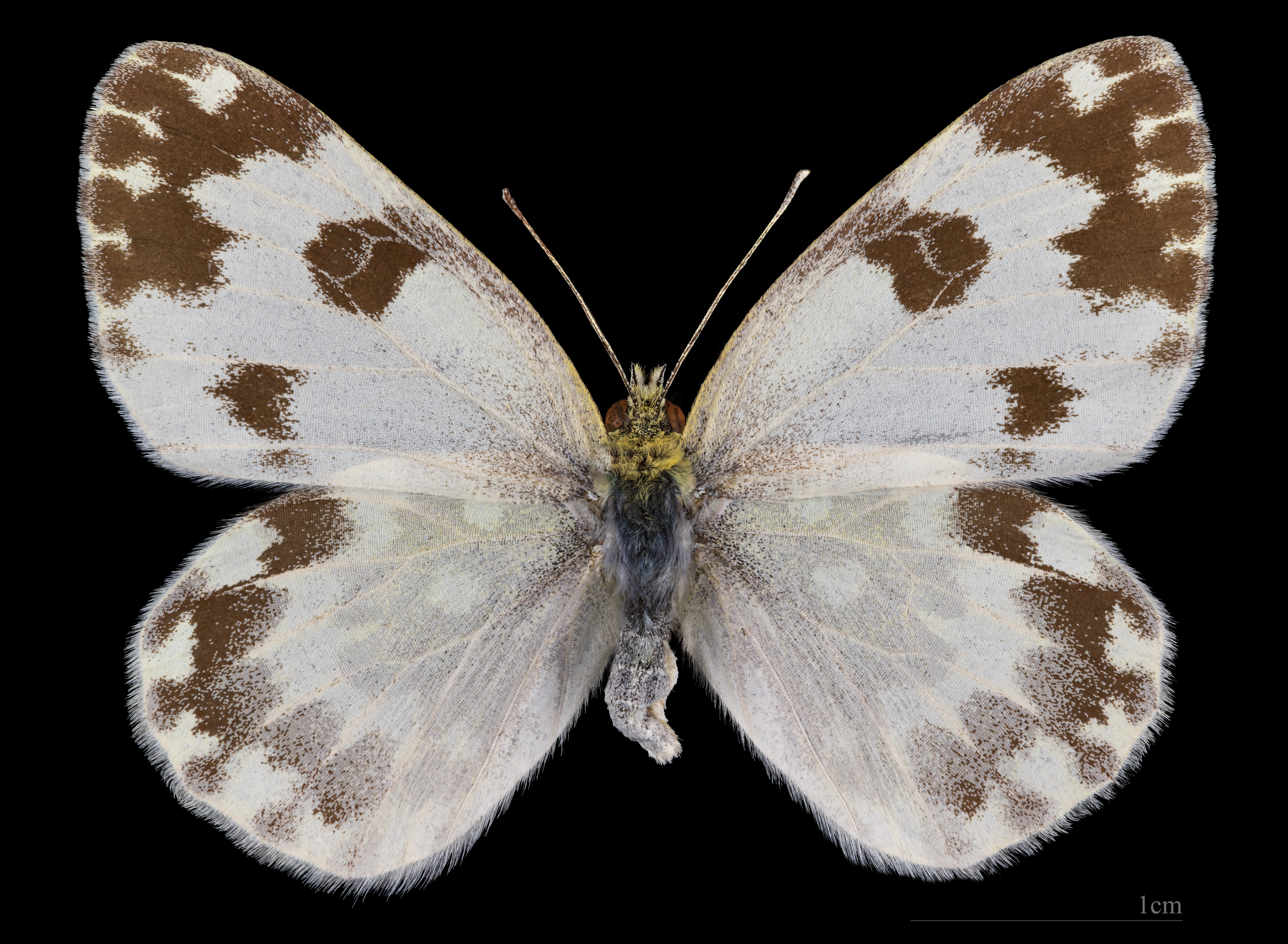
Pontia daplidice ♀
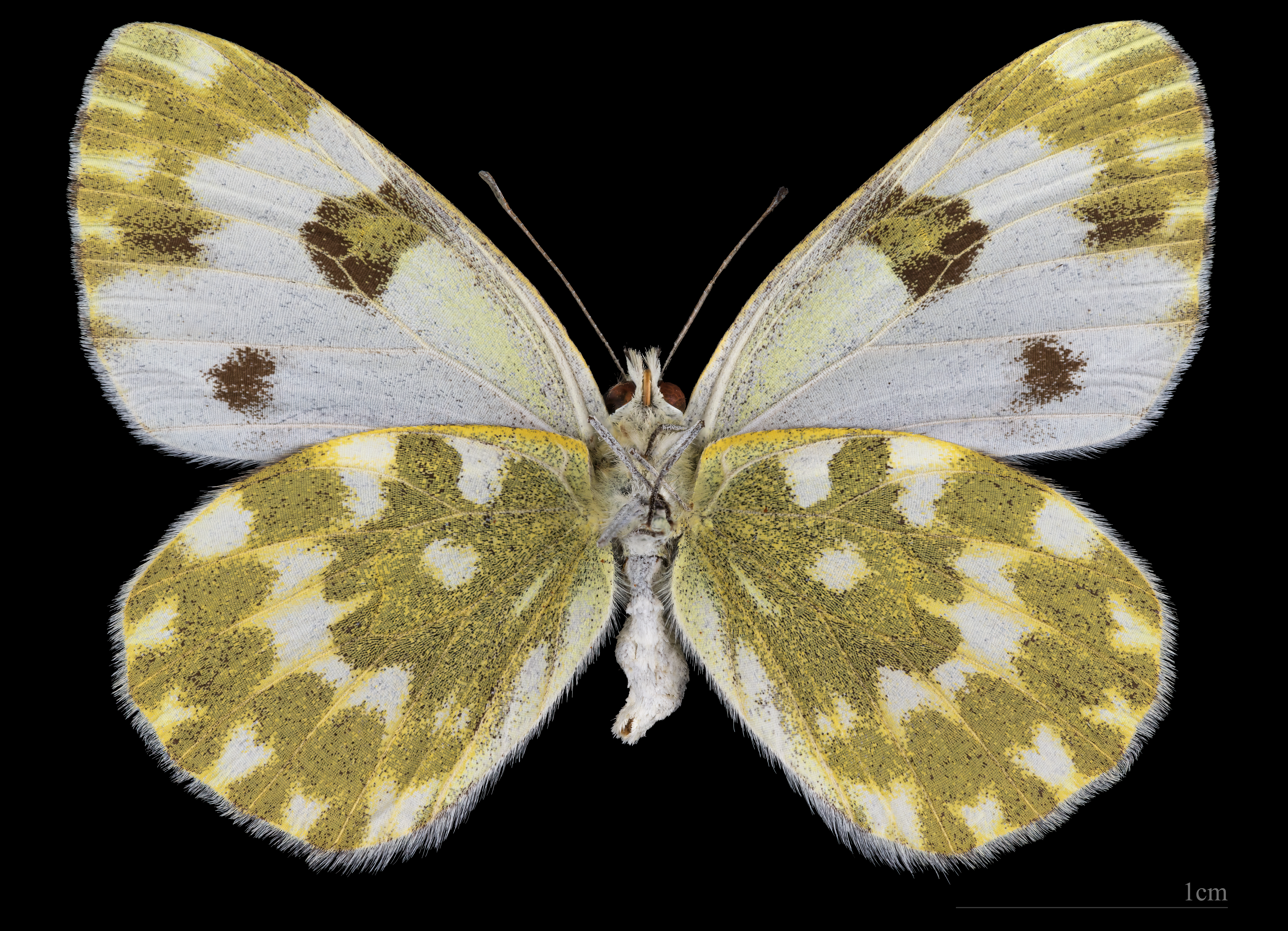
Pontia daplidice ♀  △